# Bash at the Beach (1998)
Bash at the Beach (1998) foi um evento pay-per-view produzido pela World Championship Wrestling, ocorreu no dia 12 de julho de 1998 no Cox Arena na cidade de San Diego, Califórnia. O evento principal foi a luta entre Hollywood Hogan e Dennis Rodman derrotaram Diamond Dallas Page e Karl Malone. Esta foi a quinta edição da cronologia do Bash at the Beach.

## Resultados
| #                              | Lutas | Estipulação                                           | Tempo |
| ------------------------------ | --- | ----------------------------------------------------- | ----- |
| Dark                           | Villano IV e Villano V derrotaram Damien e Ciclope. | Tag team match                                        | 07:51 |
| 1                              | Raven (com Scotty Riggs e Lodi) derrotou Saturn. Raven pinou Saturn após um "Evenflow DDT".                                                                                  | Raven's Rules match                                   | 10:40 |
| 2                              | Juventud Guerrera derrotou Kidman. Guerrera pinou Kidman após um 450° Splash.                                                                                                | Singles match                                         | 09:55 |
| 3                              | Stevie Ray derrotou Chavo Guerrero, Jr.. | Singles match                                         | 01:35 |
| 4                              | Eddie Guerrero derrotou Chavo Guerrero, Jr.. Eddie pinou Chavo com um small package.                                                                                         | Hair versus Hair match                                | 11:54 |
| 5                              | Konnan (com Lex Luger e Kevin Nash) derrotou Disco Inferno (com Alex Wright). Konnan forçou a desistência de Inferno com o "Tequila Sunrise".                                | Singles match                                         | 02:16 |
| 6                              | The Giant derrotou Kevin Greene. Giant pinou Greene após um chokeslam. | Singles match                                         | 06:58 |
| 7                              | Rey Misterio, Jr. derrotou Chris Jericho (c). Na noite seguinte no WCW Monday Nitro, o título foi devolvido a Jericho devido a interferência de Dean Malenko durante o luta. | Singles match pelo WCW Cruiserweight Championship     | 06:00 |
| 8                              | Booker T (c) derrotou Bret Hart por desqualificação. Hart foi desqualificado após ter atingido Booker com uma cadeira de aço.                                                | Singles match pelo WCW World Television Championship  | 08:28 |
| 9                              | Goldberg (c) derrotou Curt Hennig. Goldberg pinou Hennig após um Jackhammer.                                                                                                 | Singles match pelo WCW World Heavyweight Championship | 03:50 |
| 10                             | Hollywood Hogan e Dennis Rodman (com The Disciple) derrotaram Diamond Dallas Page e Karl Malone. Hogan pinou Page após um "Apocalypse" de The Disciple.                      | Tag team match                                        | 23:47 |
| (c) - Campeões antes das lutas | |                                                       |       |